# Schluchsee (település)
Schluchsee település Németországban, azon belül Baden-Württembergben. Lakosainak száma 2541 fő (2023. december 31.).

## Népesség
A település népessége az elmúlt években az alábbi módon változott:
| Lakosok száma | 2247 | 2516 | 2518 | 2505 | 2559 | 2541 |
|               | 1975 | 2017 | 2019 | 2021 | 2022 | 2023 |